# Roca Roja (la Baronia de Rialb)
La Roca Roja és una muntanya de 1.239 metres que es troba entre els termes municipals de la Baronia de Rialb, a la comarca de la Noguera, i d'Isona i Conca Dellà a la del Pallars Jussà.
Està situada damunt i al sud-est del poble de Benavent de la Conca, a l'extrem meridional del Roc de Benavent.
Al cim s'hi troba un vèrtex geodèsic (referència 263093001).
Probablement és la ipsa Rocha citada en un document del 937.
Aquest cim està inclòs al llistat dels 100 cims de la FEEC.